# Lakrates
Lakrates (latinisiert Lacrates) war ein aus Theben stammender griechischer Feldherr im vierten Jahrhundert v. Chr., der zeitweise dem persischen Großkönig Artaxerxes III. diente.
Der Historiker Diodor berichtet im Zusammenhang mit dem Aufstand des sidonischen Königs Tennes um 346/345 v. Chr. sowie den Vorbereitungen auf den späteren Feldzug gegen Ägypten, dass in das Heer des Artaxerxes III. 10.000 Griechen integriert wurden, darunter auf besonderen Wunsch des Großkönigs 4.000 Söldner aus verschiedenen Städten des griechischen Mutterlandes, wobei allerdings Athen und Sparta abgewinkt hatten. Unter den 4.000 vom Perserkönig angeworbenen Söldnern befanden sich dann 1.000 thebanische Hopliten, die Lakrates befehligt haben soll.
Im Winter 342/341 v. Chr. eroberte Artaxerxes III. Ägypten. Die von Diodor dazu überlieferten Einzelheiten sind aber in ihrer Glaubwürdigkeit umstritten. Lakrates soll gemeinsam mit dem persischen Satrapen Rhosakes das vordere der drei Angriffsheere geführt haben, die zuerst gegen Pharao Nektanebos II. vorgingen, während sich Artaxerxes III. zunächst im Hintergrund gehalten habe. Die Streitkräfte des Lakrates und Rhosakes sollen unter anderem eine große Kavallerie-Einheit umfasst haben.
Die von Diodor vorgenommene Verherrlichung griechischer Feldherren und Soldaten ist markant. Sie werden in seinen Erzählungen immer wieder an vorderster Kriegsfront für besonders schwierige Aufgaben herangezogen, ergänzend sind ihre taktischen Ratschläge gefragt. Diese Eigenschaften spricht Diodor den Persern, Ägyptern oder Sidoniern ab, denn sie sind es, die der griechischen Hilfe bedürfen. Die Angaben Diodors sind daher insgesamt sehr fragwürdig, weshalb eine sichere historische Bestätigung der beschriebenen Einzelheiten nicht vorgenommen werden kann.